# جلبان حمصي
الجلبان الحُمُصي (باللاتينية: Lathyrus cicera) نوع نباتي من جنس الجلبان ينتمي إلى الفصيلة البقولية.

## الموئل والانتشار
موطنه بلاد الشام والمغرب العربي وحوض البحر الأبيض المتوسط والقوقاز.

## مرادفات للاسم العلمي
- (باللاتينية: Lathyrus aegaeus)